# Нечаянное
Нечаянное (укр. Нечаяне) — село в Николаевском районе Николаевской области Украины.
Население по переписи 2001 года составляло 1874 человек. Почтовый индекс — 57140. Телефонный код — 512. Занимает площадь 13,377 км².

## Местный совет
57140, Николаевская обл., Николаевский р-н, с. Нечаянное, ул. Одесская, 17